# DISA (azienda)
La DISA Aktieselskab (A/S), già acronimo di Dansk Industri Syndikat A/S, è un'azienda metallurgica danese, inizialmente produttrice di armi da fuoco, commercializzate con il nome Madsen, poi specializzatasi nella produzione di attrezzature e macchinari per fonderie.

## Storia
Nel 1896 le forze armate danesi ordinarono un piccolo quantitativo di nuovi fucili automatici, ideati dall'allora colonnello di artiglieria Vilhelm Herman Oluf Madsen e da Julius A.N. Rasmussen e costruiti dalla Compagnie Madsen A/S, situata nel porto di Copenaghen, dello stesso colonnello. Considerando l'arma molto promettente, nel 1900 si costituì, ad opera di vari investitori, la Dansk Riffel Syndikat A/S, quale azienda produttrice di armi da fuoco, allo scopo di rilevare la Compagnie e il relativo brevetto posseduto da Madsen e Rasmussen. L'arma venne sottoposta a vari miglioramenti, brevettati a nome Schoubue, entrando in produzione come mitragliatrice Madsen, la prima mitragliatrice leggera costruita in serie, ottenendo immediato e grande successo di vendite in tutto il mondo, utilizzata a partire dalla guerra russo-giapponese.
Nel 1930 entrò nella società il magnate Arnold Peter (A.P.) Møller, armatore proprietario della grande industria cantieristica Dampskibsselskabet Svendborg, che finì per acquisire la maggioranza relativa delle azioni.
Nel 1936 l'azienda venne ridenominata Dansk Industri Syndikat A/S, diversificando la produzione e fabbricando quindi macchine da cucire, elettrodomestici, macchine utensili, apparati elettrici. Per la produzione, vennero nel tempo costruite varie fabbriche nell'area della capitale, ma la fabbrica di armi continuò ad essere chiamata Riffelsyndikatet nel sentire comune. Le armi prodotte continuarono ad essere denominate "Madsen", data la notorietà raggiunta dal nome.
Dopo l'occupazione tedesca del 1940, la fabbrica di armi continuò la produzione a favore delle forze occupanti, entrando nel mirino della resistenza danese. La fabbrica subì un attentato nel 1943, e, nonostante Møller fosse volato nella neutrale Stoccolma per pregare, a mezzo stampa, il SOE di risparmiarla, perché la sua distruzione sarebbe stata contraria agli interessi danesi, venne nuovamente attaccata il 22 giugno 1944, riportando danni tali da interromperne la produzione per tutto il restante periodo bellico.
Dopo la guerra, l'azienda riprese faticosamente e senza grande successo la produzione di armi leggere, attività che fu chiusa in modo definitivo nel 1962. Nel frattempo, nel 1959 Møller aveva rilevato la maggioranza assoluta e l'azienda aveva acquisito nel 1960 il brevetto del professor Aage Jeppesen su un nuovo procedimento per la produzione di stampi per colata in sabbia, che entrò in produzione nel 1964 con il nome DISAMATIC, ottenendo grande successo di vendite.
Nel 1965 l'azienda assunse il nome attuale e negli anni successivi acquisì altre aziende del settore, diventando nel tempo leader di mercato.
Nel 1999, una serie di articoli giornalistici accusarono A.P. Møller, morto nel 1965 e sino ad allora noto per aver aiutato grandemente la causa degli alleati, di aver lucrato durante la seconda guerra mondiale vendendo armi ai nazisti e le polemiche che ne seguirono convinsero alla fine Mærsk Mc-Kinney Møller, erede della dinastia, a cedere la propria quota della DISA a difesa dell'onorabilità del padre. La società venne quindi acquisita da vari fondi di investimento e nel 2008 è stata infine acquisita da Mid Europa Partners, entrando a far parte del Norican Group.
Al 2005, la società aveva impianti di produzione in sette paesi, filiali in 11 paesi con un totale di 1450 dipendenti e un fatturato di circa 1,2 miliardi di corone danesi.

## Principali armi prodotte a nome Madsen
- Madsen (mitragliatrice)
- Madsen 20 mm
- Madsen mod. 47
- Madsen M50